# ホワイトライオン勲章
白獅子勲章（しろししくんしょう、チェコ語: Řád Bílého lva）は、チェコ共和国の勲章の一つであり、その最高位に位置する。1922年に外国人向けの勲章として創設されたチェコスロバキアの同名の勲章を継承する形で、1994年に制定された（1920年代から1930年代にかけて、チェコスロバキアでは国民に対する勲章の授与が行われていなかった）。この勲章は1814年に国王フランツ二世によって創設され、37人のボヘミア貴族に授与されたCzech Nobility Crossに着想を得たものである。

## 歴史

### 1922–1961

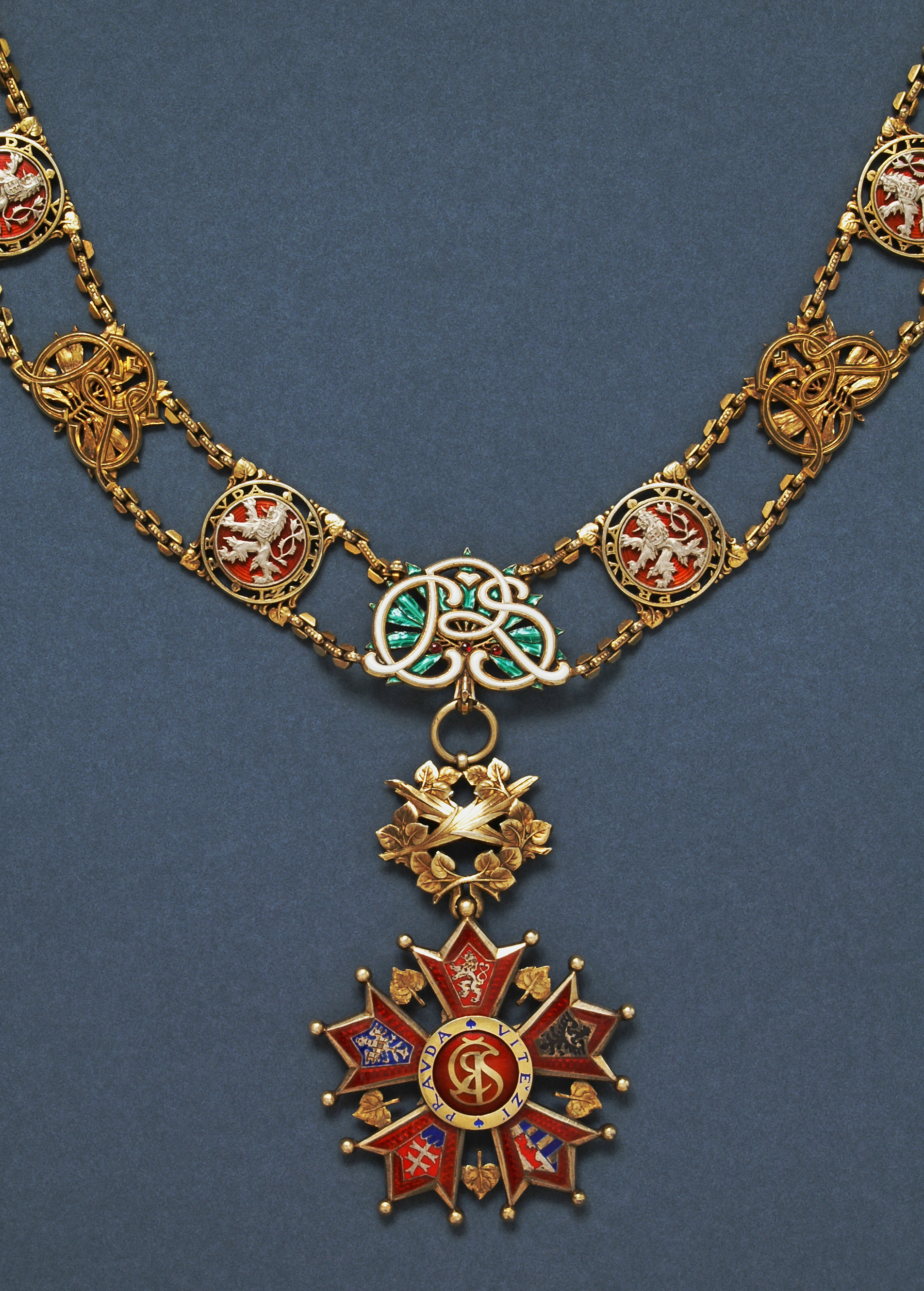
1921年から1961年にかけて運用されていた白獅子勲章の頸飾

白獅子勲章は、チェコスロバキアにより外国人に対する功労賞という形で1922年に創設された。勲章は５つの等級と民間および軍事の２つの部門で構成されていた。授与される人数は当初は制限されていたが、後年に変更されている。また、1924年、1930年、1936年には要項に改正が加えられた。
正賞は赤いエナメルで彩られた五芒星を基本とし、先端は小さな球で装飾され、木の葉を象った意匠が取り入れられていた。星の中央には国章に由来する銀色のライオンが描かれた。裏面も同様に赤いエナメルで装飾されており、旧チェコスロバキア諸州（ボヘミア、モラヴィア、シレジア、スロバキア、カルパティア・ルーシ）の紋章が描かれていた。
第二次世界大戦後には、ナチス・ドイツによるチェコスロバキア占領からの解放に貢献した者にも授与されるようになった。1945年５月のドイツ降伏後、連合軍の将校に対する授与という形で、多数の外国人への授与が行われた。1945年には類似する勲章として白獅子軍事勲章が制定されたが、これはチェコスロバキア国民と外国人の両方に授与できるものであった。著名な受賞者として、ドワイト・D・アイゼンハワー、ジョージ・S・パットン、ジョン・L・ピアーズなどが挙げられる。

#### 等級
I級（頸飾） - 事実上の国家元首専用であり、1924年に制定された。
I級 - グランドクロス - 受賞者は250名に限られた。
II級 - グランドオフィサー - 受賞者は400名に限られた。
III級 - コマンダー - 受賞者は900名に限られた。
IV級 - オフィサー - 受賞者は1500名に限られた。十字架はII/III級のものより小さかった。
V級 - ナイト - 受賞者は3000名に限られた。十字架はIV級のものと同様だが、銀色となっていた。
ゴールドメダル
シルバーメダル

### 1961-1992
チェコスロバキアの正式名称と国章の改定に伴い、白獅子勲章にも変更が加えられている。受勲に関する新たな規定が定められ、等級は３つに分けられた。この期間の当勲章は国家元首のみに授与された。チェコスロバキアの解体まで白獅子勲章はこの形態で存続している。

#### 等級
I級 - 大綬と記章で構成される。
II級 - 右胸に記章と星章を着用する。
III級 - 記章のみ。

### 1994年以降

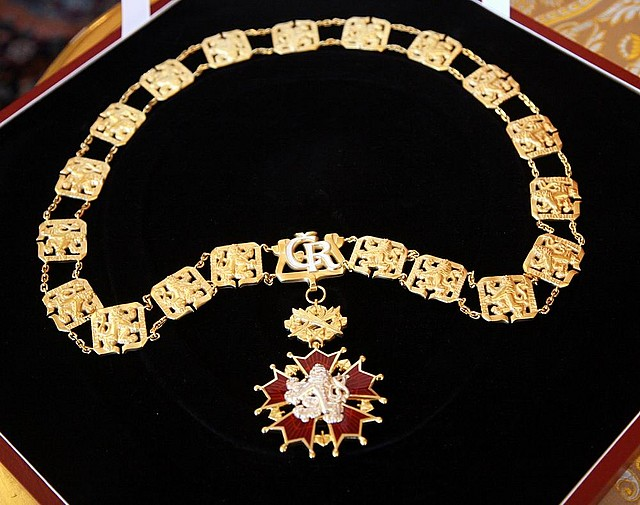
ポーランド共和国大統領レフ・カチンスキに授与された白獅子勲章の頸飾

白獅子勲章は1994年、チェコ共和国の最高勲章として再度制定された。これまでの運用とは異なり、チェコ共和国への顕著な貢献を示した国民および外国人に対し、大統領から授与される形となった。等級は５つに分けられ、V級とIV級は十字章、III級は首にかける形式の記章、II級はそれ加えて星章、I級は大綬で構成される。
最高位であるI級勲章には金製の頸飾が付属し、国家元首にのみ授与される。チェコ国内の法律により大統領は頸飾を含むI級勲章を授与される権利を有し、退任後も議会の決議により終身に亘って授与される場合がある。

#### チェコスロバキアにおけるユダヤ人救済に対する賞
2014年５月19日、チェコの子供たちに「生存と自由になる機会という最大の贈り物を与えた」として、イギリスの人道活動家ニコラス・ウィントンに対する本勲章の授与が発表された。同年10月28日、ウィントンはミロシュ・ゼマン大統領から白獅子勲章（I級）を授与された。これに伴いウィントンをプラハへ移送するため、チェコ国防省は特別機を派遣している。またウィンストン・チャーチルに対する叙勲も同時に行われており、チャーチルの孫であるニコラス・ソームズが受け取った。ゼマンはチェコ最高位の勲章が遅ればせながら授与されたことについて遺憾に思うとしながらも、「遅れたとしても何もないよりは良い」と付け加えた 。

## 略綬
| 白獅子勲章の略綬 | 白獅子勲章の略綬 | 白獅子勲章の略綬 | 白獅子勲章の略綬 | 白獅子勲章の略綬          |
|                  | ČSR (1922–1961)  | ČSSR (1961–1990) | ČSFR (1990–1992) | チェコ共和国 (since 1994) |
| ---------------- | ---------------- | ---------------- | ---------------- | ------------------------- |
| I級              |                  |                  |                  |                           |
| II級             |                  |                  |                  |                           |
| III級            |                  |                  |                  |                           |
| IV級             |                  | 未作成           |                  |                           |
| V級              |                  | 未作成           |                  |                           |
| ゴールドメダル   |                  | 未作成           | 未作成           | 未作成                    |
| シルバーメダル   |                  | 未作成           | 未作成           | 未作成                    |